# Böske
A Böske női név az Erzsébet önállósult beceneve.

## Rokon nevek
Erzsébet, Babett, Babetta, Béta, Betta, Betti, Bettina, Csöre, Eliz, Eliza, Elizabet, Ella, Elza, Ilze, Iza, Izabel, Izabell, Izabella, Lili, Liza, Lizavéta, Lizett, Lizetta, Lizi, Örzse, Szavéta, Véta, Zsóka

## Gyakorisága
Az újszülötteknek az 1990-es években nem lehetett anyakönyvezni. A 2000-es és a 2010-es években sem szerepelt a 100 leggyakrabban adott női név között.
A teljes népességre vonatkozóan a Böske sem a 2000-es, sem a 2010-es években nem szerepelt a 100 leggyakrabban viselt női név között.

## Híres Böskék

### Egyéb Böskék
- böskebab a neve egy gömbölyű lilástarka, bokros babnak[6]
- böske-korsó vagy csak böske a neve a széles szájú korsónak, vagy a falra akasztott bádogkorsónak[6]
- böske volt a neve régen a kályhának Nagykanizsa környékén[6]